# Paul Sobry
Paul Hendrik Jozef Sobry (Ieper, 16 juni 1895 – Heverlee, 25 januari 1954) was een Belgisch priester en professor literatuurgeschiedenis en Nederlandse letterkunde aan de Katholieke Universiteit Leuven.

## Levensloop
Paul Sobry was de zoon van de Ieperse burgemeester Henri Sobry. Na zijn humaniora ging hij wijsbegeerte studeren aan het Klein Seminarie te Roeselare. Die studies werden echter onderbroken door het uitbreken van de Eerste Wereldoorlog. Bedoeling was de studies voort te zetten in Limerick in Ierland tot hij 1915 ingelijfd werd in het Belgisch leger als soldaat-brancardier.
Na de oorlog zette hij de studies verder te Roeselare alsook aan het seminarie in Brugge. In 1922 werd hij priester gewijd en ging hij klassieke talen studeren aan de Katholieke Universiteit Leuven. Deze werden na de kandidatuur andermaal onderbroken om in 1924 leraar te worden in de retorica aan dezelfde school in Roeselare.
De Belgische kerkelijke leiding had intussen het besluit getroffen om naast de Franstalige colleges aan de Leuvense universiteit een volledige Nederlandstalige sectie op te richten. In 1931 werd beroep gedaan op Sobry om de Inleiding tot de voornaamste moderne literaturen, een college dat tot dan toe in het Frans werd gegeven, ook in het Nederlands te doceren. Om zijn doctoraal proefschrift voor te bereiden maakte Sobry enkele studiereizen naar het buitenland en bezocht er de universiteiten van Nijmegen, Münster, Oxford, Cambridge, Heidelberg, Straatsburg en Birmingham. In 1934 behaalde hij het doctoraat in de Germaanse filologie te Leuven, met een thesis over Newman en zijn Idea of University. Hetzelfde jaar werd hij benoemd tot hoogleraar literatuurgeschiedenis en Nederlandse letterkunde.
Hij doceerde daarenboven nog Nederlandse taal aan de Hogere Handelsschool van de Universiteit te Leuven en Nederlandse en algemene literatuurgeschiedenis te Antwerpen aan de Katholieke Vlaamse Hogeschool voor Vrouwen, waarvan hij van 1945 tot 1949 rector was.
Sobry werkte mee aan de tijdschriften Dietsche Warande en Belfort, Nieuw Vlaanderen, Universitas, Ons Leven en Boekengids.
In 1942 werd Sobry benoemd tot ere-kanunnik van de Sint-Salvatorskapittel te Brugge. Hij was ook:
- bestuurslid van de Koninklijke Academie voor Nederlandse Taal- en Letterkunde
- voorzitter van het literair genootschap Met Tijd en Vlijt
- lid van de Maatschappij der Nederlandse Letterkunde (Leiden)

## Publicaties
- Moderne Vlaamsche religieuze lyriek, 1940.
- Vota academica: een vademecum voor alle Leuvense univedrsitairen, 1945.
- Italiaanse letteren van de Renaissance, 1948.